# Alles-oder-nichts-Prinzip
Das Alles-oder-nichts-Prinzip bezeichnet ein in vielen naturwissenschaftlichen Bereichen sowie in der Rechtswissenschaft vorkommendes Prinzip.

## Naturwissenschaften
In der Naturwissenschaft bezeichnet das Alles-oder-nichts-Prinzip ein Prinzip, bei dem ein System aufgrund eines beliebig variierbaren Eingangswertes einen vordefinierten Zustand entweder vollständig (alles) oder gar nicht (nichts) zurückgibt. Dabei muss der Eingangswert einen bestimmten Grenzwert (Schwellenwert) überschreiten.

### Beispiele
- ein Schalter funktioniert nach dem Alles-oder-nichts-Prinzip; ein bestimmter Druck (Schwellenwert) muss ausgeübt werden, um ihn zu betätigen (und damit z. B. eine Lampe an- oder auszuschalten)
- in der digitalen Informationsverarbeitung muss eine bestimmte Spannung überschritten werden, um das boolesche true (1) als Ergebnis zurückzuliefern, andernfalls lautet das Ergebnis false (0)
- zur Erregungsleitung in einer Nervenzelle muss das Aktionspotential das sogenannte Schwellenpotential überwinden, um die Natriumkanäle zu öffnen und weitergeleitet zu werden

### Abgrenzung
Abzugrenzen ist das Alles-oder-nichts-Prinzip von Prinzipien, bei denen die Eingangswerte anteilig auf die Ausgangswerte abgebildet werden. Das klassische Beispiel für solch ein anteiliges Prinzip ist das Betätigen des Gas- oder Bremspedals eines Kraftfahrzeugs. Je weiter es durchgetreten wird, desto weiter wird/werden die Drosselklappe geöffnet/die Bremsbeläge gegen die Bremsscheiben gedrückt und somit ein variabler Ausgangswert produziert.

## Rechtswissenschaft
Im deutschen Privatversicherungsrecht bezeichnete das Alles-oder-nichts-Prinzip das Prinzip, nach dem ein nicht vertragsgemäßes Verhalten des Versicherungsnehmers die volle Leistungsfreiheit des Versicherungsgebers als Rechtsfolge verknüpfte. Mit der Reform des Versicherungsvertragsgesetzes im Jahr 2007 wurde das Alles-oder-nichts-Prinzip durch ein abgestuftes Modell nach dem Grad des Verschuldens des Versicherungsnehmers (Quotenregelung) ersetzt.